# Mundi
Mundi è una suddivisione dell'India, classificata come nagar panchayat, di 10.667 abitanti, situata nel distretto di Khandwa, nello stato federato del Madhya Pradesh. In base al numero di abitanti la città rientra nella classe IV (da 10.000 a 19.999 persone).

## Geografia fisica
La città è situata a 22° 4' 0 N e 76° 30' 0 E e ha un'altitudine di 288 m s.l.m..

## Società

### Evoluzione demografica
Al censimento del 2001 la popolazione di Mundi assommava a 10.667 persone, delle quali 5.541 maschi e 5.126 femmine. I bambini di età inferiore o uguale ai sei anni assommavano a 1.640, dei quali 864 maschi e 776 femmine. Infine, coloro che erano in grado di saper almeno leggere e scrivere erano 6.506, dei quali 3.857 maschi e 2.649 femmine.